# Огарьово
Огарьо́во (рос. Огарёво, ерз. Огарево) — село у складі Рузаєвського району Мордовії, Росія. Входить до складу Шишкеєвського сільського поселення.

## Населення
Населення — 100 осіб (2010; 123 у 2002).
Національний склад (станом на 2002 рік):
- мокшани — 55 %
- росіяни — 44 %